# MTV Pakistan
MTV Pakistan (Music Television Networks Pakistan) – stacja MTV wystartowała 23 października 2006 roku w Pakistanie. Centrala mieści się w Karachi. MTV można oglądać tylko przez satelitę. Do platform cyfrowych, które udostępniają stacje telewizyjną, należą Paksat 1, AsiaSat 3S i Measat 3. Pakistańska MTV pokazuje takie programy jak Hullo Hullo, Most Wanted, Eat This, Bheja Fry, Slightly Off, The Tonight Show, Guide, Movie Classics, MTV On Top, MTV Lahori, Groove, Classics, Jackass, Pimp My Ride, I Bet You Will, Dirty Sanchez, Wild Boyz, Viva la Bam, Celebrity Deathmatch i I Want A Famous Face.